# Venatrix furcillata
Venatrix furcillata är en spindelart som först beskrevs av Ludwig Carl Christian Koch 1867.  Venatrix furcillata ingår i släktet Venatrix och familjen vargspindlar. Inga underarter finns listade i Catalogue of Life.